# Mary Sue
A Mary Sue (férfi változatban Gary Stu vagy Marty Stu) egy főként fan fictionre jellemző, de más művekben is előforduló szereplőtípus. Ismertetőjegyei, hogy nagy mértékben idealizált, sokszor tökéletes, általában nagyon fiatal vagy alacsony rangú személy, aki valószerűtlen módon sikeres mindenben, sokszor ő menti meg társait. Gyakran felismerhető, hogy a szerző saját magáról vagy idealizált önmagáról mintázta.
A Mary Sue szereplőknek általában egzotikus nevük van, egyes esetekben külsejük is különleges (pl. kirívó hajszín), összességében viszont szépek, vonzóak, emellett okosak, gyorsan tanulnak, ügyességben, problémamegoldó képességben (és némely esetenként fizikai erőben) sem szenvednek hiányt, melegszívűek, és mindig a jó oldalon állnak.

## Eredete
A „Mary Sue” név Paula Smith 1973-ban megjelent A Trekkie's Tale című paródiájából származik, melyet Menagerie című fanzinja 2. számában tett közzé. A történetben, melynek főszereplője Mary Sue („a flotta legfiatalabb hadnagya – mindössze tizenöt és fél éves”) Smith a Star Trek-rajongók által írt történetekben igen elterjedt, valószerűtlenül tökéletes szereplőket parodizálta. Ezek a rajongók által alkotott szereplők általában tizenéves lányok voltak, akik általában romantikus kapcsolatba kerültek a sorozat szereplőivel, más történetekben a szereplők rokonai vagy fiatal mentoráltjai voltak. 1976-ban a Menagerie szerkesztői kijelentették, hogy nem kedvelik az ilyen szereplőket.

„Mary Sue-történetek: a valaha volt legfiatalabb és legokosabb személy kalandjai, aki valaha is elvégezte az akadémiát és beosztást is kapott. Általában korábban soha nem látott képességekkel és tudással rendelkezik minden területen az akvarellfestéstől a zoológiáig, beleértve a karatét és a szkandert is. Ez a szereplő általában befészkeli magát a nagy triumvirátus (Kirk, Spock és McCoy) kegyeibe/szívébe/gondolataiba, akár mind a hármukéba. Esze és képességei segítségével a nap hősévé válik, és, ha szerencsénk van, lesz szíves meg is halni a végén, mikor is az egész hajó gyászolja.”

A „Mary Sue” jelentése napjainkra módosult, mostanra általában (bár nem mindig) az író idealizált önmagának a történetbe illesztése kapcsolódik hozzá. Mivel a szereplő olyan, amilyen az író lenni szeretne, a Mary Sue rosszul megírt szereplő, túl tökéletes és túl kevéssé hihető ahhoz, hogy érdekes legyen.

## Kritika
Enterprising Women című könyvének negyedik fejezetében Camille Bacon-Smith kijelenti, hogy egyes írókat korlátozhat vagy akár el is hallgattathat a félelem, hogy Mary Sue-t alkotnak. Smith az Archives Star Trek-fanzin egyik számát idézi, melyben a Mary Sue-paranoiát nevezik meg a „hiteles, kompetens és azonosulásra alkalmas női szereplők” hiányának egyik okaként. A cikk szerzője idézi testvérét, Edith Cantort, aki amatőr szerkesztőként gyakran kap kísérőleveleket olyan szerzőktől, akik elnézést kérnek, amiért Mary Sue-t írtak, még amikor nincsenek is tisztában azzal, mi az a Mary Sue. Az 1987-es Clipperconon (Star Trek-rajongók gyűlése, melyet évente rendeznek meg Baltimore-ban) Smith meginterjúvolt pár női szerzőt, akik azt mondták, egyáltalán nem szerepeltetnek nőket a történeteikben. „Valahányszor beleírok egy női szereplőt bármelyik történetembe, mindenki azonnal azt mondja, ez egy Mary Sue.”

## Nevezetes Mary Sue-vitákat kiváltott szereplők
- Wesley Crusher (Star Trek: The Next Generation)
- Rey Skywalker (Star Wars)
- Sara Crewe (Frances Hodgson Burnett: A padlásszoba kis hercegnője)
- Arya Stark (Trónok harca)

## Fordítás
- Ez a szócikk részben vagy egészben  a   Mary Sue című angol Wikipédia-szócikk ezen változatának fordításán alapul.  Az eredeti cikk szerkesztőit annak laptörténete sorolja fel. Ez a jelzés csupán a megfogalmazás eredetét és a szerzői jogokat jelzi, nem szolgál a cikkben szereplő információk forrásmegjelöléseként.